# 超流通
超流通（ちょうりゅうつう, Superdistribution）とは、1983年に筑波大学の森亮一によって提唱された、複製防止を行わない、デジタル情報（コンテンツ）の純電子的な流通の概念である。当初はソフトウェア・サービス・システム(Software Service System) と呼んでいた。
超流通は、次のように定義されている。
1. 情報利用者はデジタル情報をほとんどまたは全く無料 （媒体、手数料程度）で入手することができ、情報提供者（メーカまたは個人）が 指定した条件（次項）の下でいつでも利用できる。
2. 情報提供者はその情報の利用を許可する条件 （通常は料金の支払い）を指定できる。
3. 情報提供者が指定する以外の改変は防止される。
4. 以上の各項のために面倒な手数を必要としない。

利用者間の複製を正当な流通経路として利用できることから、P2Pとの親和性は高い。

## 概要

### 背景
ディジタル電子情報は、オリジナルとまったく同じコピーを容易に作成することができる。この性質は、従来の工業製品が大量生産と配送のために
莫大な投資を必要とすることを考えれば、工業製品として極めて望ましいものである。しかしながら、利用者の手元においても容易に複製ができてしまうことから、
不正コピーが横行することとなり、制作者の正当な利益が侵害されることとなった。そこで利用者の手元での複製防止を目的とした多くの技術が開発されたが、
結果的にはプロテクション破りとのイタチごっこを繰り返すこととなり、「複製の自由」と「権利者の正当な対価」は相容れないものと考えられていた。
森は、電子技術を複製防止ではなく利用制御のために使用することにより、利用者による「複製の自由」と権利者の「対価の保護」とを両立できる基本的な方法を提唱した。

### 超流通アーキテクチャ
超流通アーキテクチャは、超流通を実現するための基本的なシステム構成であり、以下のような要素から構成される。
超流通コンテンツ
超流通において流通されるコンテンツであり、暗号化によって流通途中での改竄から保護される。
超流通ラベル
超流通コンテンツの利用許諾条件などが記述されたメタ情報である。
利用許諾条件
コンテンツの権利者が指定する利用のための条件である。一般的には「対価の支払い」であると考えられているが、「アンケートに答えること」なども考えられる。
「対価の支払い」について、利用者の手元での利用制御機構と連携することにより、「最初の10回は無料でそれ以降は1回50円、累積で2000円支払ったらそれ以降は無料」といった従量制と定額制を組み合わせたような柔軟な料金体系も可能である。
利用記録
使用量に応じて課金額を変更するといった利用許諾条件の場合、利用者の手元においてコンテンツ毎の利用状況を記録・保管する必要がある。また、対価を後から回収するシステム構成の場合には、利用記録が課金の根拠となる。
超流通ラベルリーダ
利用者の手元において、超流通ラベルの記述に従い、超流通コンテンツの利用制御を行う。超流通ラベルリーダは、暗号鍵や利用記録を扱うことから、当然攻撃の対象となる。そこで、外部からの論理的・物理的攻撃に対抗するために、ハードウェア的に保護された領域に置かれる必要がある。
Tamper Registant Module
超流通ラベルリーダや暗号鍵、利用記録等を外部から読み出そうとする論理的・物理的攻撃に対抗するためのハードウェア。

## 名称について

### ソフトウェア・サービス・システム(Software Service System)
「利用者の手元まで既に水はきており、蛇口をひねればいつでも利用でき、使用量は利用者のところで計測され、使用量に応じて課金される」という水道(Water Service System)とのアナロジーによる。

### 超流通 (Superdistribution)
複製防止を「ソフトウェアの純電子的流通における抵抗成分」と見立て、
超伝導(Superconductivity)とのアナロジーによる。

## 実装

### プロトタイプ
超流通のプロトタイプは２つ作成されている。
プロトタイプI
PC-9801に超流通ラベルリーダをRS-232Cで接続したもの。
コピープロテクション全盛の時代に、超流通の動作原理を示すために作成された。
プロトタイプII
Macintoshのコプロセッサソケットに、超流通ラベルリーダを装着したもの。
超流通の原理は理解されたが商業的に成功する可能性が疑問視された時代に、既存のPCにコプロセッサを追加する程度のコストで実現可能であることを示すために作成された。

### 商業システム
国内外を問わず、多くのコンテンツ配信システムが「超流通の実現」あるいは「超流通を目指す」
ことを宣言している。
- IBM Cryptolope
- 富士通MediaShuttle
- IBM CD Showcase
- SONY MagicGate
- G-book
- Vodafone
- Yahoo BB